# Djalma Teixeira Oliveira
Djalma Teixeira Oliveira, formado em Psiquiatria, nasceu em Itapecerica, Minas Gerais. É membro da Academia Mineira de Medicina, desde 1995.

## Biografia
Djalma Teixeira Oliveira formou-se em Medicina na Universidade Federal de Minas Gerais no ano de 1967 e especializou-se em Psiquiatria e Psicanálise. Em 1967 foi designado analista didata e durante 1964 a 1968 foi membro fundador e presidente do Círculo Psicanalítico de Minas Gerais e fundador do Grupo de Estudos Psicanalíticos - GREP, além de Diretor Clínico do Centro Psicoterapêutico, um hospital de orientação psicanalítica localizado em Belo Horizonte entre 1973 a 1983.
Em 1956, no Rio Grande do Sul, criou o primeiro núcleo de Psicanálise filiado com Pierre Weil e Célio Garcia, atuava no Departamento de Orientação e Treinamento do Banco da Lavoura de Minas Gerais, realizando práticas em dinâmica de grupo e psicodrama. No início da década de 1960, numa experiência singular, Djalma adaptou as técnicas de training group criadas pelo National Training Laboratory in Group Development, em Bethel, Estados Unidos, a partir dos estudos realizados por Lewin, Lippitt, Benne e Bradford às demandas de aperfeiçoamento dos administradores do Banco da Lavoura. Desta experiência resultou a criação de uma técnica denominada DRH (Desenvolvimento das Relações Humanas). 
Desenvolveu sua formação no Círculo Psicanalítico de Minas Gerais em 1962 a 1964, onde teoricamente questionava a ortodoxia que orientava a Sociedade Psicanalítica Internacional, procurando fazer uma aproximação entre o discurso freudiano e o discurso pertencente ao Círculo Vienense. Por duas gestões consecutivas foi presidente do Círculo Psicanalítico de Minas Gerais (1964 - 1968) e, posteriormente, da Comissão de Ensino em 1968. Desde 1985 é professor de Psicopatologia Psicanalítica do GREP.
Djalma Teixeira Oliveira é autor do livro "Real, o simbólico e o imaginário na clínica psicanalítica" (1994) e de vários trabalhos científicos apresentados em congressos nacionais e internacionais.